# Yanuarius Teofilus Matopai You
Yanuarius Teofilus Matopai You (ur. 1 stycznia 1961 w Uwebutu) – indonezyjski duchowny katolicki, biskup Jayapury od 2023.

## Życiorys
Święcenia kapłańskie otrzymał 16 czerwca 1991 i został inkardynowany do diecezji Jayapury. Przez kilkanaście lat pracował duszpastersko, a w latach 2002–2006 był także wikariuszem generalnym diecezji. Po studiach w Yogyakarcie został dyrektorem domu dla seminarzystów.
29 października 2022 papież Franciszek mianował go ordynariuszem diecezji Jayapury. Sakry udzielił mu 2 lutego 2023 nuncjusz apostolski w  Indonezji – arcybiskup Piero Pioppo.